# Rhynchium atrum
Rhynchium atrum är en stekelart som beskrevs av Henri Saussure 1852. Rhynchium atrum ingår i släktet Rhynchium och familjen Eumenidae.

## Underarter
Arten delas in i följande underarter:
- R. a. palawanense
- R. a. jacobsoni